# 노르망디 상륙 기간 연합국 해군의 기만 작전
노르망디 상륙 기간 연합국 해군의 기만 작전은 1944년 6월 6일 오버로드 작전의 첫 전투였던 노르망디 상륙 당시 연합국 해군이 노르망디 지역에서 펼친 군사 기만 작전이다. 이 작전은 오버로드 작전의 상세 정보에 혼란을 주기 위해 기획된 보디가드 작전의 일부로, 각 작전의 암호명은 택서블, 글리머, 빅 드럼으로 불렸다. 연합국 해군의 소해정은 폭격기 사령부 소속 항공기와 함께 라 포트리-캅당티페르, 파드칼레, 노르망디 일대에 접근하며 함대 침공을 가상으로 구현했다. 글리머 작전과 택서블 작전은 몇 달 동안 선행된 연합군의 첩보 작전과 맞물려 독일군이 연합군의 주 침공 지역을 파드칼레로 믿게 하는 것이 목적이었다. 빅 드럼 작전은 실제 상륙 작전 지역 서쪽에서 이루어졌으며 실제 연합군 침공 규모를 독일군이 파악하지 못 하게 하는 것이 주 목적이었다. 이 모든 작전들은 타이타닉 작전을 통해 보완되었다.
연합국 해군의 기만 작전은 수행 과정이 복잡했고, 작전 기간 날씨가 좋지 않았으며, 독일군으로부터 반응이 없었기 때문에 성공 여부가 불명확하다. 다만 여러 사학자들은 이 작전을 통해 노르망디 상륙 당일 독일군의 혼란에 기여했을 것으로 추정한다.

## 배경
글리머, 택서블, 빅 드럼은 제2차 세계 대전 당시의 기만 작전들이었다. 이들은 1944년 6월 독일 점령 하의 프랑스를 연합군이 침공하는 것을 지원하기 위해 수행된 광범위한 전략적 군사 기만 작전인 ‘보디가드 작전(Operation Bodyguard)’의 일부였다. 보디가드 작전의 목적은 침공을 앞둔 시점에서 연합군의 의도를 혼란스럽게 하여 추축국 최고사령부를 혼동시키는 것이었다. 런던 통제부는 한동안 독일 지휘관들에게 허구의 ‘미국 제1군단(FUSAG)’이 연합군 주요 침공 부대라고 믿도록 만드는 데 공을 들였다. FUSAG의 존재는 ‘남포티튜드 작전’을 통해 조작된 것이었다.
연합군은 FUSAG(미국 제1군단)의 이야기로, 이 부대가 영국 남동부에 주둔하고 있으며 노르망디에서의 소규모 양동 상륙작전 몇 주 뒤에 파드칼레(Pas-de-Calais) 지역을 침공할 예정이라고 주장했다. 실제로는 본격적인 침공 부대가 D-데이에 노르망디에 상륙할 예정이었다. D-데이가 가까워지자, 런던 통제부(LCS)는 실제 침공군의 진격을 은폐하기 위한 전술적 기만 작전들을 기획하기 시작했다. 해군 작전뿐 아니라, 공수부대 및 지상군을 활용한 작전도 LCS의 기획에 포함되었다. 지상 기만작전은 상륙 이후에 실행되도록 계획되었으나, 해군·공군·특수부대를 활용한 기만작전은 진짜 침공 함대를 은폐하는 데 사용되었다.
다가오는 상륙작전에 대비해 연합군 과학자들은 침공 부대의 규모와 배치를 은폐하는 기술을 연구해왔다. 독일의 방어 체계는 주로 제탁트 레이더 시스템에 의존하고 있었다. 영국의 통신 연구소 과학자들은 이 레이더의 해상도가 약 480미터임을 발견했다. 이 레이더를 속이기 위해, 알루미늄 포일(일명 '챠프', 당시 암호명 '윈도우')을 2마일 간격으로 투하하는 방법이 제안되었다. 이렇게 생성된 구름은 독일 레이더 스크린 상에서 마치 진짜 함대가 접근하는 것 같은 연속된 신호(blip)로 보이게 만들었다. 또한 연합군은 '문샤인'이라는 암호명을 가진 무선 장비를 활용해 제탁트 신호를 교란했다. 연합군 사령부는 이러한 조치들이 단순히 함대의 접근을 은폐하는 데 그치지 않고, 오히려 독일 방어군의 경계를 강화시키는 데 쓰일 수 있다고 판단했다. 따라서 이 기술들을 소형 보트 부대와 결합해 파드칼레 지역을 향하는 침공 함대를 위장하기 위한 작전을 펼치기로 결정했다.
연합군 작전 기획자들은 소형 보트에 레이더 반사풍선(암호명 필버트)을 끌게 하고, 문샤인 교란 장비와 가짜 무선 통신을 위한 일반 무선 장비를 탑재시킨 뒤, Window로 만들어진 챠프 구름 아래에서 프랑스 해안 쪽으로 전진하게 하는 방안을 제안했다. 챠프와 기타 교란 장비들은 이 해군 부대의 실제 규모를 숨기고, 무선 통신은 FUSAG 침공 계획이라는 거짓 이야기를 퍼뜨려 독일군으로 하여금 대규모 상륙이 있을 것이라 믿게 만들 목적이었다. 한편, ‘빅드럼 작전’이라는 제3의 기만 부대는 실제 침공 함대의 서측 측면에서 레이더 교란 장비를 활용해 노르망디 상륙작전의 범위에 대한 혼란을 조성하고자 했다.

## 작전 수행

### 글리머와 택서블

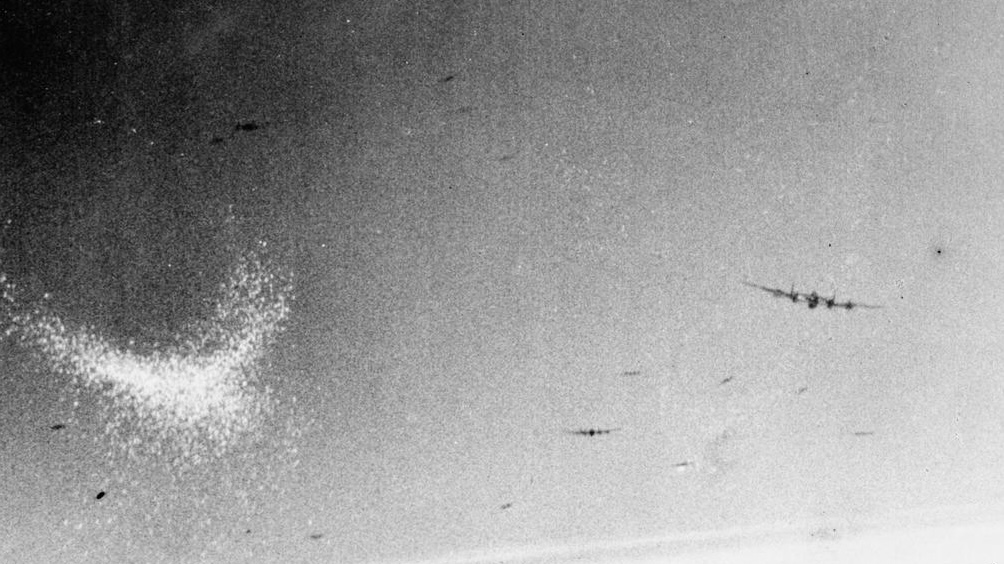
택서블 및 글리머 작전에서 사용되었던 방식과 유사한 방식으로, 랭커스터 폭격기가 채프를 투하하는 모습.

Glimmer 작전과 Taxable 작전은 매우 유사한 작전이었다. 두 작전은 1944년 6월 6일 새벽, 연합군의 침공 함대가 노르망디에 접근하던 중 실행되었다. Taxable은 카프 당티페르(실제 D-데이 상륙 지점에서 약 80km 떨어진 곳)를 향해 접근하는 침공 부대를 위장했으며, 글리머는 노르망디에서 멀리 떨어진 파드칼레(Pas-de-Calais) 지역에서의 상륙을 가장했다. 두 작전 모두 영국 공군(RAF)의 폭격기들은 점진적인 패턴으로 챠프(금속 조각)를 살포함으로써 해안 레이더 화면에 대규모 함대가 접근하는 듯한 환영을 만들어냈다. 이 챠프 아래에서는 소형 보트들이 레이더 반사풍선을 끌고 다녔으며, 대규모 함대에서 발생할 법한 무선 통신도 모방했다. 독일군이 해안 지역으로 유인된 후, 실제 상륙 지점에서 멀어지게 하려고 영국 공군은 이 지역 내의 다리와 도로를 폭격함으로써 독일군의 이동을 차단할 계획이었다. 이 작전은 정밀한 비행 기술을 요구했다. 폭격기들은 길게 늘어진 원형 경로를 따라 비행해야 했고, 교대 항공기들은 중간에 간극 없이 자연스럽게 합류해야 했다. 그렇지 않으면 작전이 들통날 위험이 있었기 때문이다. 폭격기들은 프랑스 해안선과 평행하게 3.2km 간격으로 배치되었으며, 위치에 도달한 후에는 해안을 향해 2분 30초 동안 비행하면서 15초 간격으로 챠프를 투하했다. 이후 항공기는 해안에서 멀어지는 방향으로 2분 10초 동안 비행하며 되돌아갔다. 이러한 비행 경로를 반복함으로써, 넓게 펼쳐진 챠프 구름이 실제 해상 함대처럼 천천히 해안으로 다가오는 모습이 연출되었다. 이를 위해 항공기 기수에는 대량의 챠프를 쏟아낼 수 있도록 구멍을 뚫는 개조 작업이 필요했다.
두 작전 중 규모가 더 컸던 Taxable 작전은 HDML(항만 방어 모터정)과 RAF 피나스가 혼합된 18척의 소형 보트, 즉 특수 임무 부대 A(Special Task Force A)에 의해 수행되었다. 챠프는 No. 617 "댐 버스터(Dam Busters)" 비행중대의 랭카스터 폭격기들이 투하했다. 각 항공기는 최대 14명까지 확장된 승무원으로 구성되었다. 이 중대는 5월 7일부터 작전을 위한 훈련을 시작했지만, 최종 목표에 대해서는 알지 못한 상태였다. 임무 부대 A는 6월 5일 저녁 항구를 떠났지만, 거센 파도로 인해 장비에 문제가 생기고, 예정된 집결 지점에 모이기도 어려움을 겪었다. 6월 6일 00시 37분까지 선두 보트들은 일정대로 진행되어 집결 지점에 도달했다. 02시부터 04시 사이, 이들 함정은 레이더와 무선 장비를 작동시키며 해안에서 약 11km 떨어진 지점을 향해 이동했다. 그 지점에서 임무 부대는 상륙 시도를 위장하기 위해 연막을 활용하며 해안에서 약 3.2km 거리까지 빠르게 접근한 후, 다시 11km 지점으로 후퇴하는 동작을 반복했다. 이 시간 동안 독일군의 반응은 수색 조명과 간헐적인 포격 등 소규모에 그쳤다. 05시경 작전은 종료되었고, 임무 부대는 기뢰를 설치한 후 뉴헤이븐(Newhaven)으로 향해 정오까지 항구에 도착했다.
글리머 작전의 공군 임무는 공군 부대장 R. M. 펜윅-윌슨(Wing Commander R. M. Fenwick-Wilson) 휘하의 No. 218 "골드코스트(Gold Coast)" 비행중대가 수행했다. 이 중대는 총 6대의 쇼트 스털링 폭격기를 작전에 투입했고, 2대의 예비 항공기도 공중 대기로 배치했다. 각 항공기에는 두 명의 조종사가 탑승하여 비행 임무를 교대로 수행했다. 해군 부대는 W. M. 랭킨(Lieutenant Commander W. M. Rankin) 중령이 지휘하는 특수 임무 부대 B(Special Task Force B)로, 전파 교란 장비, 무전기, 레이더 반사풍선을 장비한 12척의 항만 방어 모터정(HDML)으로 구성되었다. 이 임무 부대는 대략 01시경 전파 교란 작전을 시작했고, 약 한 시간 후부터 무선 교신을 개시했다. 글리머 작전은 택서블보다 더 큰 독일군의 반응을 이끌어냈는데, 정찰기가 "함대"를 확인하기 위해 출동하기도 했다. 글리머 작전은 택서블 작전과 달리 기뢰 설치 작업은 포함되지 않았고, 임무를 마친 후 함정들은 항구로 귀환하여 D-데이 당일 13시까지 정박을 마쳤다.

### 빅 드럼
Big Drum 작전은 다른 D-데이 해군 기만작전들과 유사했지만, 공중 작전 요소는 포함되어 있지 않았다. C 임무 부대(Task Force C)는 4척의 HDML(항만 방어 모터정)로 구성되었으며, 침공의 서쪽 측면에서 주의를 끌기 위한 역할을 맡았다. 이 임무 부대는 침공 함대 중 가장 서쪽에 위치한 U 부대(Force U)에 배속되었고, 원래 계획은 프랑스 해안에 접근하면서 레이더 교란 장비를 작동시키고, 해안에서 약 3.2km 떨어진 위치를 동틀 때까지 유지하는 것이었다. 그러나 독일군의 반응이 없자, 함정들은 해안에서 2.4km 거리까지 더 접근했다. 그럼에도 불구하고 공중이나 해안 어디에서도 아무런 반응이 감지되지 않았고, 부대는 안전하게 뉴헤이븐으로 귀환했다.

## 영향
택서블, 글리머, 그리고 빅 드럼작전은 실행이 복잡하여 공군과 해군의 정밀한 협조가 요구되었다. 악천후 속에서 개시된 Taxable은 원하는 효과를 내지 못했고, 독일군으로부터 특별한 반응을 이끌어내는 데 실패했다. 이에 반해 Glimmer에 대한 반응은 보다 긍정적이었다. 폭격기 편대에 대한 독일군의 공격은, 적어도 영국 공군 폭격사령부(RAF Bomber Command)의 입장에서는 독일군이 실제 위협이 존재한다고 믿었다는 증거로 받아들여졌다. Big Drum 작전에 대해서는 해안으로부터 어떠한 명확한 반응이 있었다는 증거는 없다. 역사학자 메리 바비에르(Mary Barbier)에 따르면, 열악한 기상 조건과 작전의 복잡성이 적의 반응이 제한적이었던 원인으로 작용했다.
정보 가로채기 자료에 따르면, 파드칼레 지역의 독일군은 침공 함대를 보고했다고 한다. 또한, 그 지역의 해안포대가 미끼 부대를 향해 포격을 가했다는 보고도 있다. 기만 부대를 총괄하던 이언 콕스(Ian Cox) 중령은 6월 11일 작전 보고서에서, 독일군이 가짜 무선 교신에 속았음을 시사했다.[7] 독일 주재 일본 대사 히로시 오시마(Hiroshi Ōshima)의 전문도 이 해군 기만작전에 대해 언급하고 있다. 6월 8일자 전문에서는 칼레 지역에 대해 언급하며, “그곳에서 작전을 벌이던 적의 한 함대가 현재는 철수했다”고 보고했다.
D-데이 밤에 전투를 경험하지 못한 데에 실망하면서도, 작전의 실제 효과에 대해 확신은 없었지만, 폭격기 승무원들은 이 작전을 자랑스럽게 여겼다. No. 617 비행중대의 스쿼드론 리더 레스 먼로(Les Munro)는 다음과 같이 썼다. “나는 이 작전을 개인적으로 중대가 내가 복무하던 기간 동안 수행한 작전 중 가장 중요했다고 여긴다. 그것은 나쁜 날씨 때문도, 적의 위협 때문도, 가시적인 결과 때문도 아니다. 오직 우리가 따라야 했던 엄격한 비행 및 항법 기준 때문이었다.”

## 참고

### 참고 자료
- Barbier, Mary (2007). 《D-Day Deception: Operation Fortitude and the Normandy Invasion》. Westport: Greenwood Publishing Group. ISBN 978-0-275-99479-2.
- Bateman, Alex (2009). 《No. 617 'Dambusters' Sqn》. Oxford: Osprey Publishing. ISBN 978-1-84603-429-9.
- Brickhill, Paul (1977). 《The Dam Busters》. London: Evans Bros. ISBN 0-237-44886-6.
- Holt, Thaddeus (2004). 《The Deceivers: Allied Military Deception in the Second World War》. New York: Scribner. ISBN 0-7432-5042-7.
- Latimer, Jon (2001). 《Deception in War》. New York: Overlook Press. ISBN 978-1-58567-381-0.
- Levine, Joshua (2011). 《Operation Fortitude: The True Story of the Key Spy Operation of WWII That Saved D-Day》. London: HarperCollins UK. ISBN 978-0-00-741324-9.
- Wilson, Kevin (2008). 《Men of Air: The Doomed Youth of Bomber Command》. London: Hachette UK. ISBN 978-0-297-85704-4.
- West, Nigel (2010). 《Historical Dictionary of Naval Intelligence》. Scarecrow Press. ISBN 978-0-8108-7377-3.